# Eiskahn

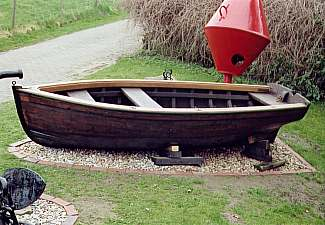
Eiskahn vor dem Kehdinger Küstenschiffahrts-Museum

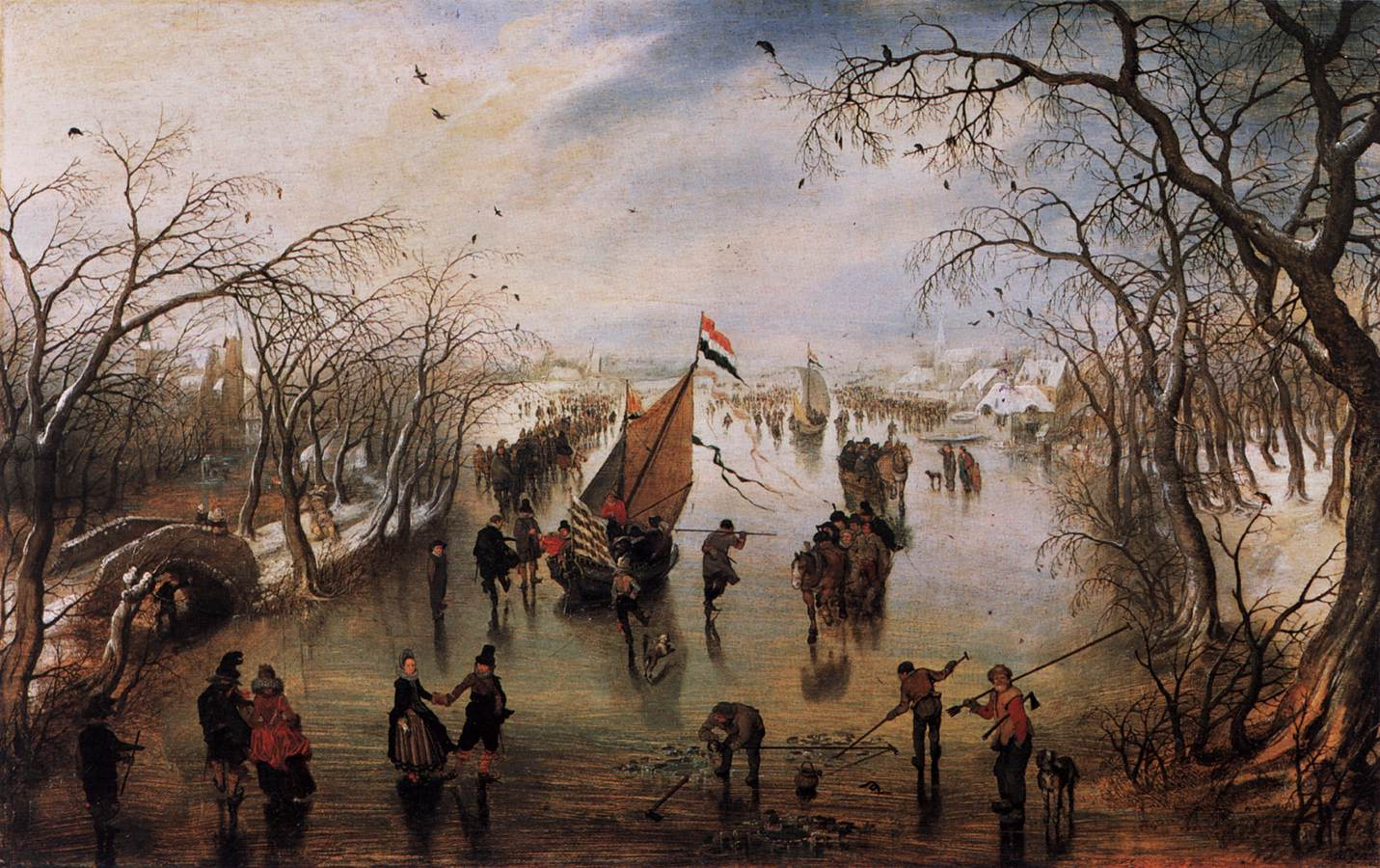
Gemälde „Winter“ von Adriaen van de Venne von 1614. In der Bildmitte ein Eiskahn mit Segel, im Rumpf ein Signalgeber

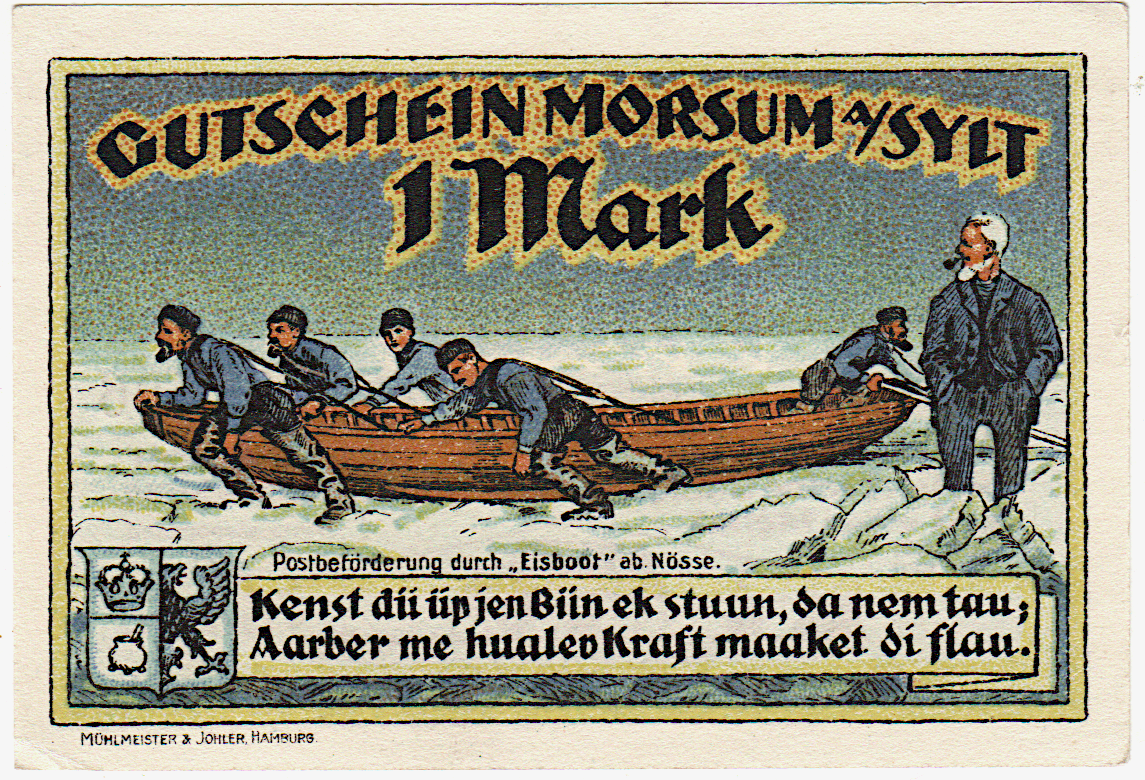
Die Postbeförderung durch ein Eisboot ab Nösse, auf einem Notgeldschein aus Morsum von 1921.

Ein Eiskahn (auch Eisboot) ist ein Boot auf Kufen, das während der Kleinen Eiszeit, aber auch in der Neuzeit in den Niederlanden, in Dänemark und in Norddeutschland zur Fahrt auf zugefrorenen Gewässern verwendet wurde.
Eiskähne existierten sowohl mit als auch ohne Segel. Letztere Bauart konnte auf dem Eis Geschwindigkeiten von bis zu 40 km/h erreichen. Um Zusammenstöße und Unglücke zu verhindern, saß vorne im Rumpf eine Person, die auf der Schiffstrompete Warnsignale blies.
Eisboote ohne Segel waren noch Anfang des 20. Jahrhunderts zwischen den Halligen sowie den Nordseeinseln und dem Festland im Einsatz, wenn die Nordsee zugefroren war. Sie wurden von 5 bis 10 Personen gezogen und geschoben und zum Transport von Post, Medikamenten und hin und wieder Personen genutzt. Eisfreie Passagen wurden dabei rudernd überbrückt.